# Chè
Pour les articles homonymes, voir Che (homonymie).
Chè est un terme vietnamien qui désigne toute boisson sucrée traditionnelle vietnamienne, soupe de dessert ou pudding. Les variétés de chè sont faites avec des haricots mungo, des pois noirs, des haricots rouges, du tapioca, de la gelée (claire ou de l'herbe), des fruits (longane, mangue, durian, litchi ou jacquier) et de la crème de noix de coco. D'autres types sont faits avec des ingrédients tels que le sel, l'aloe vera, les algues, les graines de lotus, les graines de sésame, les graines de palmier à sucre, le taro, le manioc et l'extrait de feuilles de pandan. Certaines variétés, telles que le chè trôi nước, peuvent également comprendre des boulettes. Les chè sont souvent préparés avec l'une des variétés de haricots, tubercules et / ou riz gluant cuits dans l'eau et sucrés avec du sucre. Au sud du Vietnam, les chè sont souvent garnis de crème de noix de coco.
Les préparations sont nommées avec l'ajout d'adjectifs qualificatifs se référant à une grande variété de soupes ou de puddings distincts qui peuvent être servis chauds ou froids. Chaque variété de chè est désignée par un mot descriptif ou une phrase qui suit le mot chè, tel que chè đậu đỏ (littéralement « chè de haricot rouge »).
Le chè peut être fabriqué à la maison, mais il est généralement vendu dans des gobelets en plastique dans les épiceries vietnamiennes.
Au nord du Vietnam, le chè est aussi le mot pour le théier. Le thé est également connu sous le nom de nước chè dans le nord ou plus communément dans les deux régions.
La catégorie chinoise des soupes sucrées appelées tong sui est très similaire au chè.

## Variétés
Le chè se décline sous de nombreuses variétés, avec des légumes, des haricots, des fruits, etc. Certains se consomment chauds mais la plupart se mangent froids.
Les ingrédients qui reviennent le plus souvent sont le soja, le haricot mungo, le riz (sous forme de pâte), le lait de coco, les graines de sésame, le tapioca.